# Earth Defense Force
Earth Defense Force (地球防衛軍?, Chikyû Bōeigun) è una serie di videogiochi sparatutto creata nel 2003 da Sandlot.
Il primo videogioco della saga, pubblicato in Giappone per PlayStation 2 da D3 Publisher, è stato distribuito in Europa da Agetec con il titolo Monster Attack. Il suo seguito, Global Defence Force, ha ricevuto una conversione per PlayStation Portable e un remake per PlayStation Vita.
Prima dell'uscita del terzo capitolo della serie, Earth Defense Force 2017 per Xbox 360, thinkArts aveva realizzato uno spin-off della serie denominato Global Defense Force Tactics (pubblicato in America settentrionale come Earth Defense Force Tactics).
Nel 2011 viene distribuito Earth Defense Force: Insect Armageddon, sviluppato da Vicious Cycle Software per PlayStation 3, Xbox 360 e Microsoft Windows. Il quarto titolo della serie, prodotto nel 2013 per le console PlayStation 3 e Xbox 360, è Earth Defense Force 2025.
Al Tokyo Game Show 2016 viene annunciato il quinto capitolo per PlayStation 4. Commercializzato in Giappone nel dicembre 2017, il gioco è ambientato tre anni prima del sesto capitolo che costituisce il suo seguito.